# Ditt ord är mina fötters lykta
Ditt ord är mina fötters lykta är en körsång med text från Psaltaren 119:105, textbearbetad och tonsatt 1936 av Paul Viktor Anefelt.

## Publicerad i
- Frälsningsarméns sångbok 1990 som nr 816 under rubriken "Glädje vittnesbörd, tjänst".
- Sångboken 1998 som nr 161.